# Lecythis zabucajo
Espèce
Statut de conservation UICN

 LC  : Préoccupation mineure
Synonymes
Selon Tropicos (20 mars 2014) :
- Lecythis crassinoda Miers
- Lecythis davisii Sandw.
- variété Lecythis davisii var. gracilipes Eyma
- Lecythis hians A.C. Sm.
- Lecythis lecomtei Pamp.
- Lecythis tumefacta Miers
- Lecythis validissima Miers
- Lecythis venusta Miers

Selon GBIF (14 juin 2022) :
- Lecythis crassinoda Miers
- Lecythis davisiae Sandwith
- Lecythis davisiae var. gracilipes Eyma
- Lecythis davisii Sandwith
- Lecythis davisii subsp. gracilipes Eyma
- Lecythis davisii var. gracilipes Eyma
- Lecythis hians A.C.Sm.
- Lecythis lecomtei Pamp.
- Lecythis tumefacta Miers
- Lecythis validissima Miers
- Lecythis zabucaja Aubl., 1775

Lecythis zabucajo est une espèce de plantes à fleurs de la famille des Lecythidaceae C'est un arbre tropical présent en Amérique du Sud.

## Dénomination
Son nom vernaculaire en Guyane est Canari macaque ou marmite de singe (Monkey pot en anglais), Kouata patou en Paramaca.

## Répartition
L'espèce se trouve dans les forêts tropicales humides des Guyanes, de l'est du Vénézuela et de l'Amazonie centrale et septentrionale.
Le canari macaque est peu fréquent ; il se rencontre en forêt primaire ou secondaire sur sols sains, jusqu'à  500 m d'altitude.

## Galerie

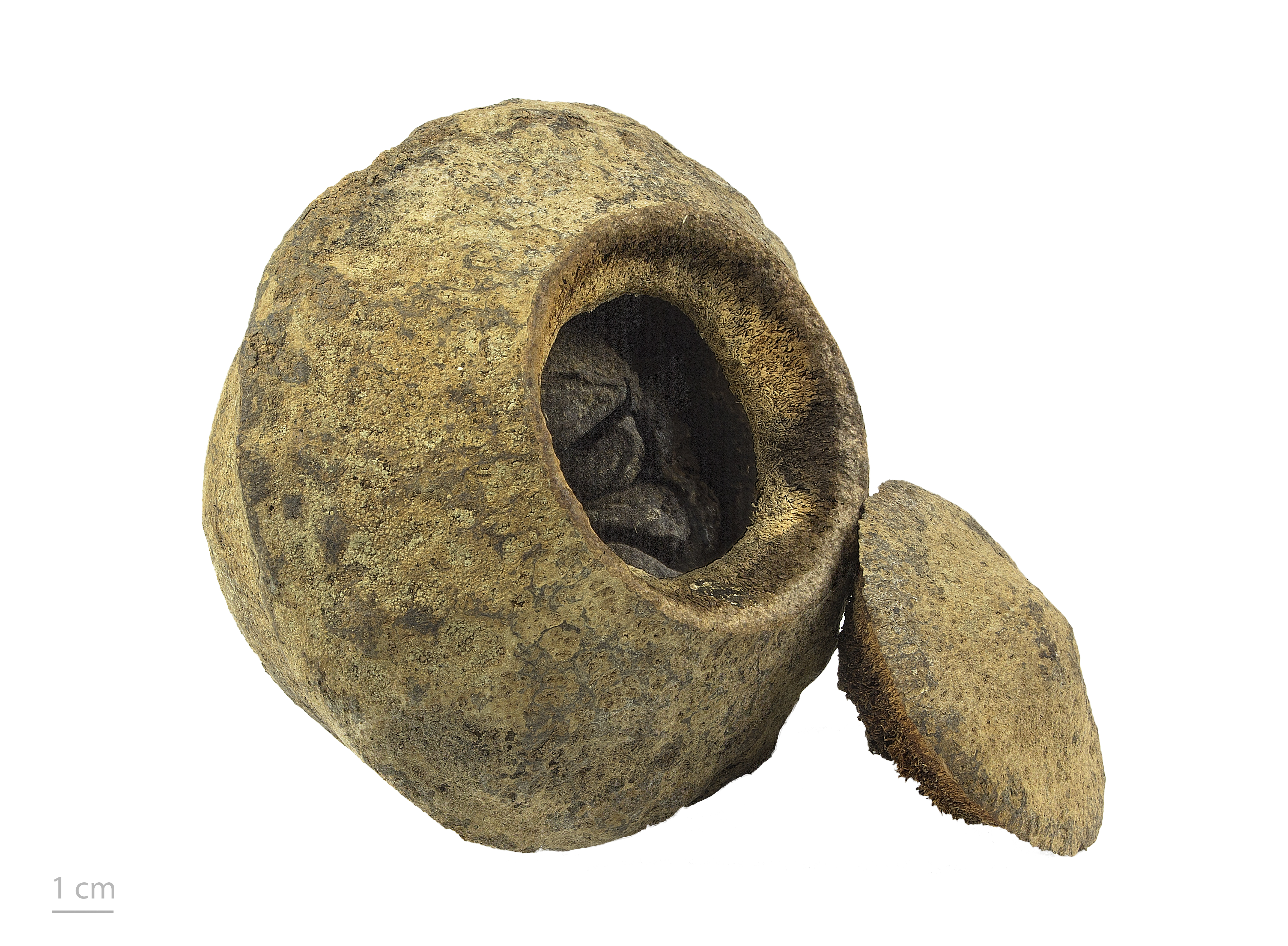
Pyxide ouverte de Lecythis zabucajo - Muséum de Toulouse
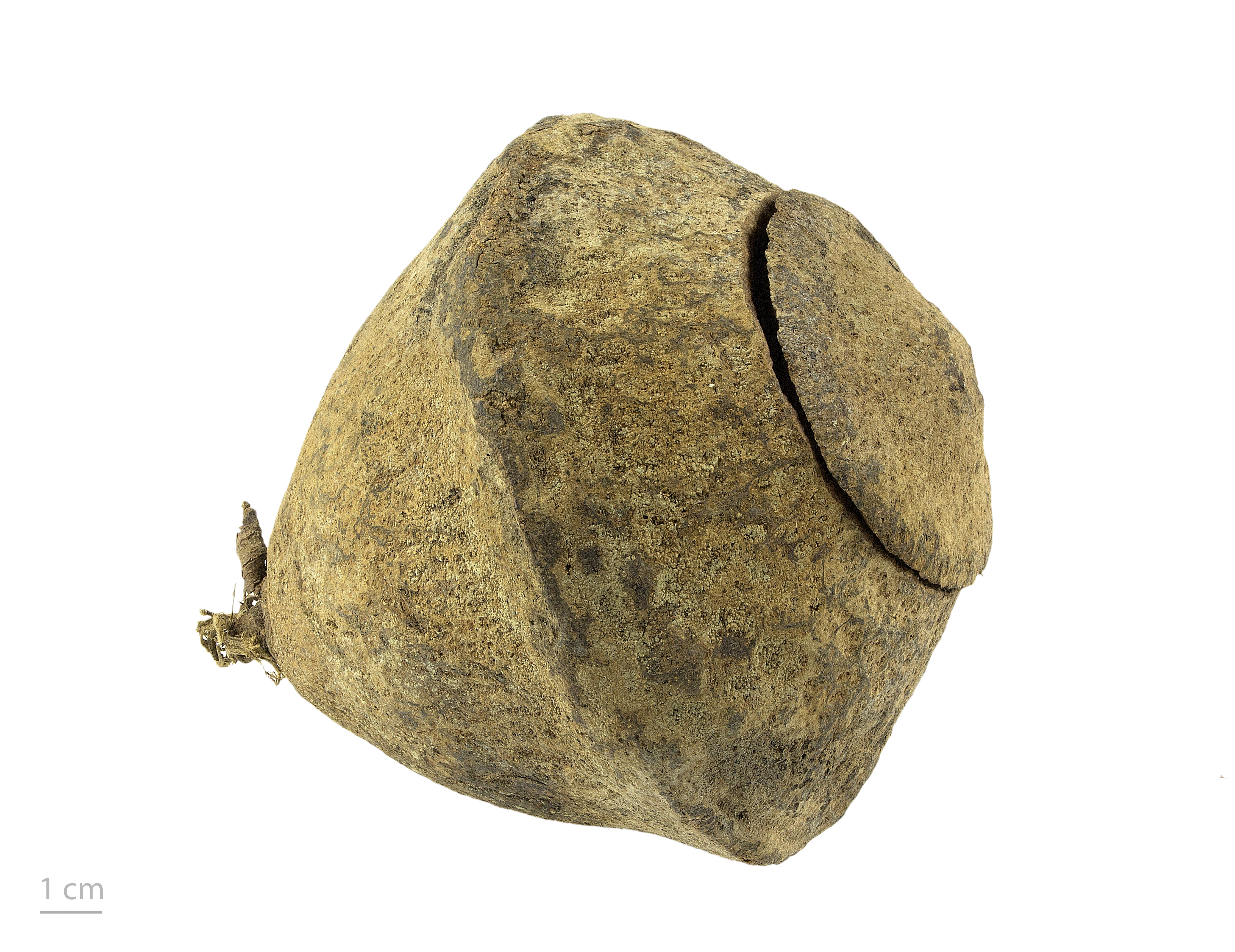
Pyxide fermée de Lecythis zabucajo - Muséum de Toulouse
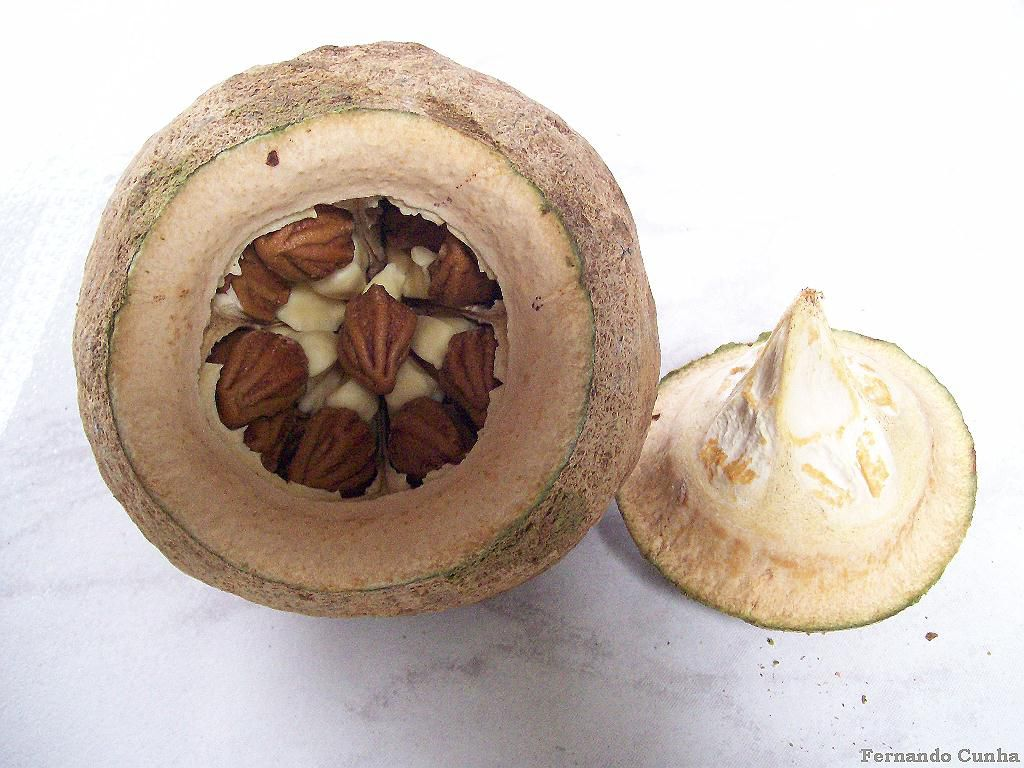
Pyxide fraiche de Lecythis zabucajo exposant ses graines et leur élaïosome charnu
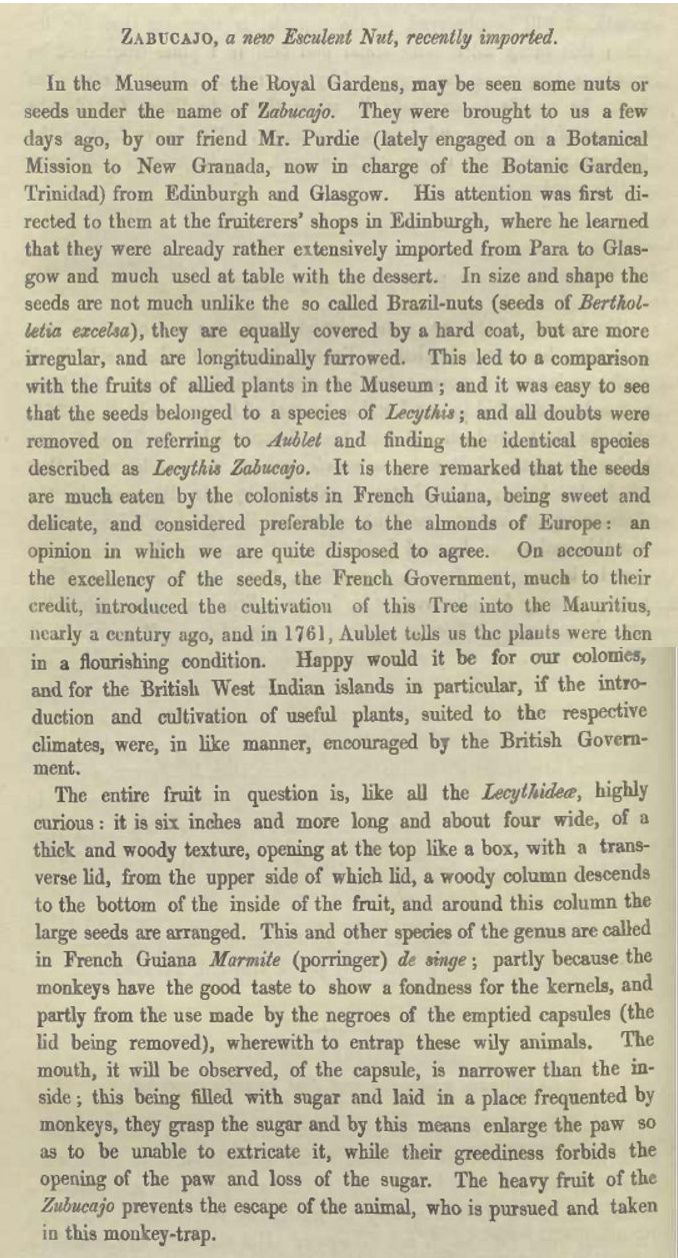
Description de Lecythis zabucajo par Hooker (1849)

## Biologie
Il mesure jusqu'à 55 m de hauteur pour un diamètre de 60 cm à 1,8 m. Le fût peut mesurer 20 m de hauteur.
Son fruit est une capsule massive (15 à 26 cm) dont les noix et les arilles sont comestibles. L'opercule se détache à maturité et les graines tombent au sol.

## Protologue
En 1775, le botaniste Aublet propose le protologue suivant :

« 4. LECYTHIS (Zabucajo) foliis lanceolato-oblongis, acuminatis, fructu magno, nucleo eduli. (Tabula 288.)

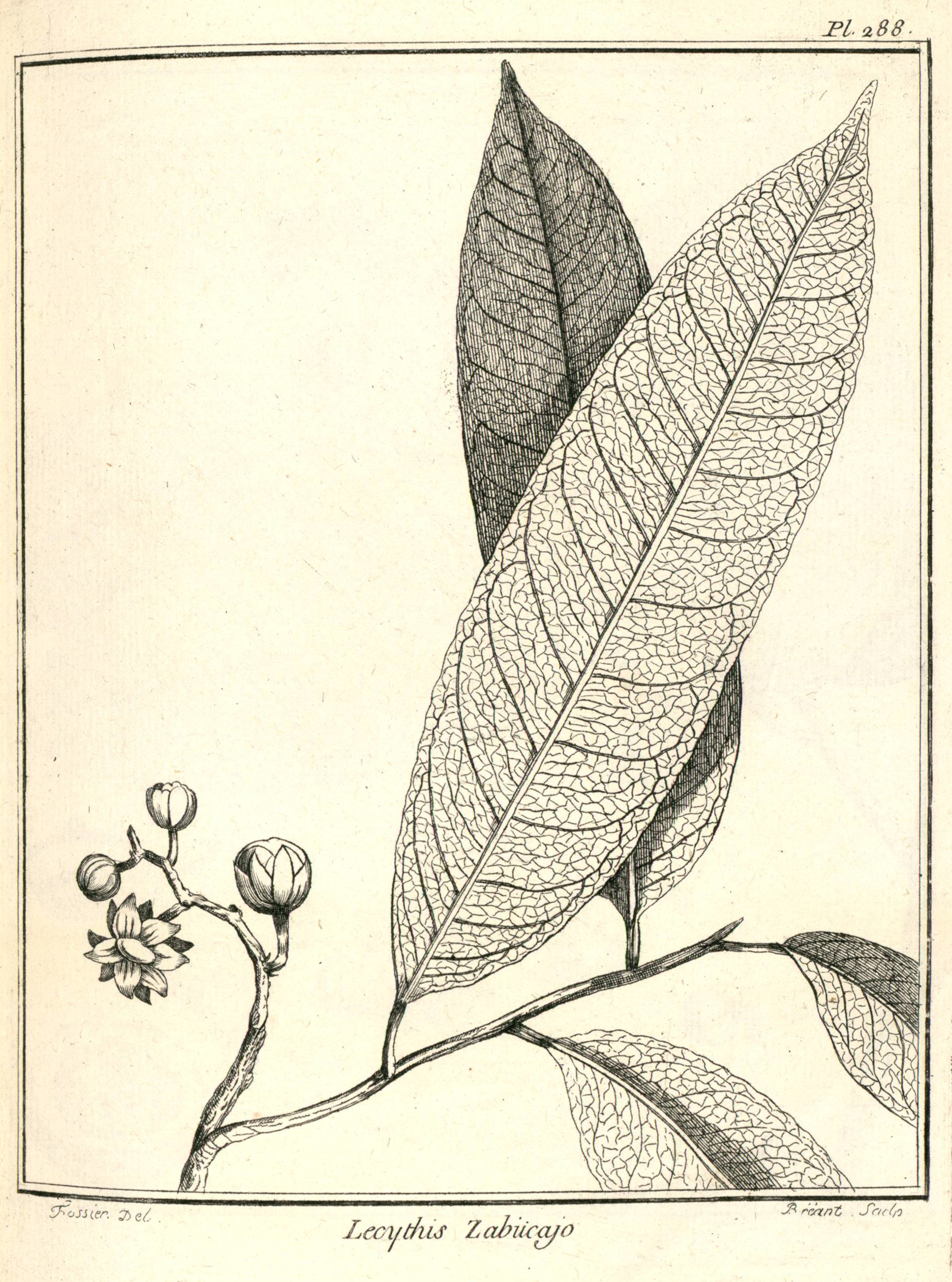
Lecythis zabucajo d'après Aublet, 1775

Zabucajo. Pis. Hiſt. Braſ. lib. IV. pag. 63.

Jacapucaio. Pis. Hiſt. Braſ. ed, ; 1668, pag. 155.
Arbor trunco ſexaginta-pedali, ad ſummitatem ramoſo ; ramis undique ſparſis ; ramulis folioſis. Folia alterna, ovato-oblonga, acuta, glabra, rigida, integerrima, petiolata. Flores racemoſi, pedunculi terminales, quilibet flos inſidet pedunculo craſſo, ad baſim ſquamulâ deciduâ munito. Corolla ampla, ſex-fida. Lobis inæqualibus, albis, ad marginem incarnatis. Fructus ; capſula magna, ovata, lignoſa, duriſſima. Semina angulata, oblonga, craſſa, nucleo dulci & eduli.
Florebat Martio, fructum ferebat Julio.
Habitat in ſylvis deſertis versùs amnem Galibienſem. 
Nomen Caribæum QUATELÉ & ZABUCAIO ; Gallicum MARMITE DE SINGE.

LE QUATELÉ Zabucaïe. (Tabula 288.)
Le QUATELÉ eſt un arbre très grand. Son tronc a ſoixante pieds & plus de hauteur, ſur deux pieds & plus de diamètre. Son écorce eſt gerſée & raboteuſe. Son bois eſt blanc, rougeâtre dans le centre ; il pouſſe, à ſon ſommet, des branches qui ſe répandent en tous ſens, & qui portent des rameaux chargés de feuilles alternes, entières, ovales, longues de dix pouces, larges de deux & demi, terminées par une pointe ; elles ſont liſſes, fermés & d'un vert pâle ; leur pédicule eſt court, convexe en deſſous, & creuſé en gouttiere en deſſus. 
Les fleurs naiſſent à l'extrémité des rameaux ſur des grappes pendantes. Chaque fleur a ſon pédoncule garni à ſon origine d'une petite écaille qui tombe. Ce pédoncule eſt charnu, & groſſi à meſure qu'il approche des divisions du calice, qui eſt découpé en ſix parties inégales, aiguës, étroites, charnues & rougeâtres. 
La corolle eſt a ſix pétales inégaux, blancs, de couleur de roſe a leurs bords, larges, fort épais, & charnus a leurs onglets. Quatre ſont plus petits, & deux plus grands ; ils ſont attachés autour du ſommet de l'ovaire, au deſſous d'un diſque avec lequel ils paroiſſent ſe réunir. Ce disque eſt un feuillet épais qui couvre l'ovaire, &eſt perce dans ſon milieu ; il eſt charge d'étamines dans preſque toute ſa circonférence ; mais la partie du côte des petits pétales en eſt dépourvue ; la il ſe prolonge d'environ deux lignes en une membrane nue, épaiſſe, ſurmontée d'un gros corps. charnu, ovale, incliné, & couche ſur le fond de la fleur dont il cache les étamines & le ſtyle. Ce corps eſt de couleur de roſe, liſſe à ſa face extérieure, charge au deſſus d'un nombre infini de petites lames charnues, longues, étroites, pointues, appliquées les unes ſur les autres. Le filet des étamines eſt blanc, court ; & les anthères ſont jaunes. 
Le piſtil eſt un ovaire uni avec le fond du calice ; il porte à ſon ſommet un corps arrondi, qui remplit l'ouverture du diſque. Ce corps eſt ſurmonté d'un style court, terminé par un stigmate aigu. 
L'ovaire, conjointement avec le fond du calice, devient une capsule en forme de pot fermé par un couvercle. Elle eſt épaiſſe, dure, ligneuſe, de forme ovale, arrondie a la partie inférieure, & convexe à ſa partie ſupérieure, dans le centre de laquelle s'élève une pointe qui étoit le ſtyle ; elle à quatre pouces, plus ou moins, de diamètre, ſur cinq, ſix & plus de hauteur. Cette capſule s'ouvre à ſon ſommet par un couvercle qui ſe détache dans la maturité du fruit ; ce couvercle étoit emboëté dans le trou du diſque qui porte les étamines ; il s'enfonce intérieurement de quelques lignes, & ſe prolonge en un poinçon ligneux, conique & anguleux, juſqu'au fond de la capſule qui contient plus ou moins d'amandes oblongues, de forme irrégulière, & attachées aux différentes faces de ce poinçon. Cette capſule, préciſement au deſſous de ſon couvercle, vers ſa partie ſupérieure, a un rebord ſaillant, marqué par les ſix pièces du calice : & au deſſus eſt un collet qui dans la fleur étoit couvert par l'onglet des pétales, lequel forme le pourtour de l'ouverture de cette capſule, lorſque le couvercle eſt combe. 
Les Portugais, qui travaillent au tour, font, avec ces capſules, des boëtes & autres petits ouvrages. 
L'on mange les amandes de ce fruit ; elles ſont douces, délicates & préférables aux amandes d'Europe. 
Les oiſeaux & les ſinges s’en nouriſſent ; c'eſt vraiſemblablement par cette raiſon que les Créoles de Caïenne nomment les fruits des différentes eſpèces de ce genre CANARI MAKAQUE ou MARMITE DE SINGE. 
Au Bréſil l’on tire de ces amandes une huile qui, eſt eſtimée. L'écorce de cet arbre eſt employée par les Indiens à faire des bretelles, & à lier des fardeaux. 
J'ai trouvé cet arbre dans les bois déſerts de l'intérieur de la Guiane, après avoir paſſé les habitations des Garipons, qui ſont au deſſus de l'abattis du Roi. 
II étoit en fleur dans le mois de Mars, & en fruit dans le mois de Juillet. 
M. le Comte d'Eſtaing, à ſa relâche au Bréſil, trouva ces amandes ſi excellentes qu'il en fit proviſion pour qu'on cultivat cet arbre à l'Iſle de France, & parmi la quantité qu'il m’en remit, il en leva une douzaine au jardin du Réduit. En 1761 ces jeunes arbres avoient ſix pieds de hauteur, ils étoient de la plus belle venue ; mais comme après mon départ ce jardin a été négligé & dévaſté de tout ce qu'il, avoit de rare, je crains avec raiſon que ces arbres dans leur tranſport, & arrachés ſans avoir égard à la ſaiſon, n'aient péri. On peut voir le lieu où ces arbres étoient plantés, ſur un plan de ce jardin que je remis à Meſſieurs de la Compagnie des Indes, en 1762. »

— Fusée-Aublet, 1775.